# Pilates
Metod pilates (ponekad se naziva jednostavno pilates) jeste sistem fizičkih vežbi koji je razvio Jozef Pilates (nem. Joseph Pilates), u prvoj polovini 20. veka. 

## Cilj pilatesa
Pilates je profinjena forma vežbanja koja istovremeno razvija specifičnu mišićnu snagu kao i fleksibilnost mišića i zglobova, čime se postiže optimalna telesna uravnoteženost. Pilates izdužuje i tonizira telo, utiče na elegantnu posturu, oslobađa stresa, doprinosi boljoj samokontroli i većem samopouzdanju.

## Kontrologija
Pilates je nazvao svoj metod kontrologija, što upućuje na način na koji ovaj metod ohrabruje ljude da koriste svoj um da bi „kontrolisali” svoje mišiće. Ovaj program se koncentriše na unutrašnje mišiće-držače koji su važni za održavanje tela u ravnoteži, a od suštinskog su značaja za podržavanje normalnog stanja kičmenog stuba. Posebno, ove vežbe podučavaju o svesnosti disanja i poravnavanju kičme, odnosno jačaju unutrašnje mišiće trupa, što je od velikog značaja za ublažavanje i predupređivanje (preventivu) bolova u leđima. 

## Metod
Pilates je zamišljen, prema njegovom tvrđenju, kao metod za totalno unapređenje fizičke kondicije, koji podvlači važnost ispravnog: 
- poravnavanja,
- centriranja,
- koncentracije,
- kontrole,
- preciznosti,
- disanja i
- „tečnih” pokreta (Pilatesovi principi),

što sve rezultuje u povećanju elastičnosti, snage, svesnosti sopstvenog tela, energije i poboljšane mentalne koncentracije.
Pilates je takođe dizajnirao pet glavnih delova jedinstvene opreme (rekvizita) za vežbanje za koju je tvrdio da treba da bude korišćena ako se žele postići bolji rezultati. Mada se ove dve komponente njegovog programa sada posmatraju kao odvojene, njegov metod je uvek podrazumevao kombinovanje obeju komponenti i rada na strunjači, a i vežbi sa rekvizitima. U oba oblika, međutim, "kuća moći" (abdomen, donja leđa i butine) je podržana i ojačana, što omogućava ostatku tela da se kreće slobodno.
Vežbači Pilatesa koriste njihovo sopstveno telo kao tegove za treniranje da bi izgradili (bildovali) snagu i elastičnost svojih mišića. Ovo je glavni cilj celog programa vežbi, dok intenzivni kardio-vaskularni treninzi nisu njime obuhvaćeni. Pilates danas primenjuju i mnogi fizio-terapeuti u rehabilitacionom procesu.
Pilates je jedan stari pristup pokretu re-edukacije koji je postao popularan na polju fitnesa i rehabilitacije. Pilates ambijent služi kao pomoćni ambijent koji optimizira sticanje pokretljivosti uz redukciju destruktivnih sila, što omogućava siguran napredak pojedincima i u njihovim svakodnevnim, mnogo izazovnijim i napornijim, aktivnostima. Pilatesovo fokusiranje na jačanje unutrašnjih mišića trupa i podsticanje svesti o načinu držanja svog tela postiže dobre rezultate posebno u ublažavanju i prevenciji bolova u leđima. Istraživanja i teoretski rad iz oblasti učenja motorike, biomehanike, i mišićno-skeletne psihologije potvrđuju fenomene koje su mnogi Pilatesovi vežbači u svome vežbanju već iskusili.
Pilates je već bio korišćen i u treningu plesača i mnogih profesionalnih sportista u cilju povećanja elastičnosti i fizičke snage. 

## Nasleđe
Jozef Pilates je preminuo 1967, a njegova žena Klara je vodila njihov studio sama sledećih jedanaest godina. U novije vreme, Pilatesov metod je postao veoma popularan oblik fitnesa, što potvrđuju i mnoge poznate ličnosti iz šou-biznisa tvrdeći da svoje gipko telo imaju da zahvale pre svega praktikovanju pilatesa.
Tokom 1990-ih došlo je trejdmark imena Pilates napao Šon Gager u korist "Studia Pirates", Inc. Ovaj trejdmark je proveren na Saveznom sudu SAD od strane kompanije "Pilates rekviziti za uravnoteženo telo" zajedno sa instruktorkom pilatesa Debrom Lozen. U oktobru 2000. savezni sudija Mirijam Cederbaum objavila je da je Pilates izvorni termin za ovu vrstu vežbanja, i kasnije je određeno da vrsta vežbanja ne može zakonski da bude zaštićena kao trejdmark u Sjedinjenim državama.
U skorije vreme Pilates je bio tema recenziranih (peer review) naučnih članaka i sada se sve više prihvata i u medicinskoj profesiji, čak i u stanjima koja su ranije bila kontraindikovana, kao što je na primer trudnoća. Adi Balog (Adi Balogh) je napisao opširan članak na tu temu u Časopisu kraljevske komore babica (Journal of the Royal College of Midwives).
Pilates je zamišljen tako da bude kompletna disciplina fizičkog vežbanja, mada početnicima može da učini da ne zadovoljava u dovoljnoj meri kardio-vaskularni trening. Jednom kada se u njemu usavrši, Pilates trening jača i preoblikuje (ispravlja) celo telo. Pilates izbegava jake udarce, veliku izlaznu snagu i teška mišićna i skeletna opterećenja. Naglasak nije na sticanju mišićne mase. Njegov fokus je na izduživanju i ispravljanju, i može u tome veoma uspešno da uvežba mišiće predupređujući razne povrede, što bodibilding i druge vrste konvencionalnih aerobik vežbi zanemaruju u svom programu.

## Upozorenja
Takođe, važno je napomenuti da biste, ako se već nalazite u stanju koje zahteva medicinsku zaštitu, pre otpočinjanja sa Pilates vežbama trebalo da se posavetujete sa svojim lekarom, posebno ako su u pitanju faktori rizika kao što su osteoporoza ili druga medicinska kontraindikovana stanja za ovu vrstu vežbi.

## Knjige
Pilates je napisao najmanje dve knjige o svom metodu: 
- „Povratak u život pomoću kontrologije” i
- „Vaše zdravlje: Korektivni sistem vežbanja koji unosi revoluciju u celo polje fizičkog obrazovanja” (Your Health: A Corrective System of Exercising That Revolutionizes the Entire Field of Physical Education).

## Dodatna literatura
- Official Homepage of Romana Kryzanowska, world-renowned protégé of Joseph Pilates Архивирано на веб-сајту  (28. новембар 2006) Romana's Pilates
- Teacher Training Centers a listing of pilates teacher training centers worldwide
- Instructional Pilates Videos online videos demonstrate beginners pilates exercises
- Examples of Pilates exercises on the Reformer, the WundaChair and the CadilllacPhotographs showing the equipment.
- Beyond the Movement A Podcast dedicated to the Pilates Method.
- Pilates and Alexander Information on these two somatic pioneers
- A longer description of theory behind Pilates and its unique equipment
- Pilates exercise system to promote back health, by Spine-health.com
- Pilates for Women Pilates advice from top pilates instructors
- Pilates and Yoga Provide Welcome Benefits Архивирано на веб-сајту  (25. фебруар 2007) Two studies on the health benefits of Pilates, by the American College of Sports Medicine
- Pilates History What is Pilates and how did it start - Joseph Pilates
- Pilates Beginner An introduction for beginners
- Trademark Case Judgement Judgement of Pilates trademark case in US District Court - Southern District of NY : Pilates, Inc. (Plaintiff) against Current Concepts, INC. and Kenneth Endelman (Defendants) - Opinion 96 Civ. 43 (MGC)}-
- Pilates u trudnoći
- Pilates Beograd